# 沃恩·泰勒
沃恩·泰勒（Vaughn Taylor, 1976年3月9日 - ）是一位美國職業高爾夫球選手。於1999年轉為職業高爾夫選手。他曾代表美國隊參加2006年萊德盃，并曾排名世界前40位。迄今他已經獲得過3個冠軍頭銜。

## 外部連結
- PGA巡迴賽網站上的介紹 Archive.today的存檔，存档日期2012-09-06